# Горњи Макреш
Горњи Макреш (алб. Makresh i Epërm) је насеље у општини Гњилане, Косово и Метохија, Република Србија.

## Историја
На месту Селиште налазе се рушевине зидова од камена и цигле. Ту су сељани нашли и један земљани ђуп са напремином од 15 шиника. Као траг неког старог насеља постоји и Гробљиште, неко старо гробље. 1432. године помиње се да су на Макрешу Турци разбили новобрдску војску, само није јасно да ли је тада Макреш било село или топографски назив. Село је обновљено још пре првог продирања Албанаца у Криву Реку, пре краја XVII века.
Овде постоји Црква Светог Николе.

## Порекло становништва по родовима
Подаци из 1931. године)
Српски родови:
- Поточани или Ђорићи (12 кућа, Св. Арханђео), оснивачи садашњег села. Досељени су из Корче у данашњој Албанији још док није било Албанаца у Кривој Реци, пред краја XVII века. Избегли због крвне освете. За њиве су морали крчити шуме.
- Баба-Јањићи (8 кућа, Св. Никола); досељени из призренског краја после Ђоринаца, та је њихова кућа била друга кућа у селу. И ови су из призренског краја избегли од крвне освете.
- Броћанчани (4 куће, Св. Никола); пресељени око 1810. године као слуге из Трнићевца.
- Коларци (4 куће, Св. Петка). Предак им досељен око 1820. године од истоименог рода у Косовској Каменици. Старина им је у Робовцу код Косовске Каменице.
- Мешинчани (3 куће, Св. Никола); пресељени око 1880. године за слуге из Мешине, од рода Зимпараца , пошто их је ага протерао са чифлука. Старина им је у селу Маревце.
- Китићи (2 куће, Св. Јован Крститељ); пресељени као слуге из Клобукара око 1885. године.
- Куретиштани (2 куће, Св. Никола); досељени 1913. године из Коретишта на купљено имање.

## Становништво
| Демографија | Демографија | Демографија |
| Година      | Становника  | Становника  |
| ----------- | ----------- | ----------- |